# Antonín Smetana
Antonín Smetana (7. února 1863 Lukavec – 29. března 1939 Moravská Ostrava), byl český a československý politik a meziválečný senátor Národního shromáždění ČSR za Československou sociálně demokratickou stranu dělnickou.

## Biografie
Narodil se v Lukavci, podle jiného zdroje v Moravské Ostravě. Působil jako redaktor časopisu Duch času. Profesí byl později tajemníkem nemocenské pokladny v Moravské Ostravě.
Po parlamentních volbách v roce 1920 získal za Československou sociálně demokratickou stranu dělnickou senátorské křeslo v Národním shromáždění. Mandát ale nabyl až dodatečně během roku 1920 jako náhradník poté, co zemřel senátor Petr Cingr. V senátu zasedal do roku 1925.
Zemřel v březnu 1939, ve věku 77 let.